# Biskop Asser
Asser (død 908 eller 909) var en walisisk munk, som i 890 blev biskop af Sherborne. Hans oprindelige navn var muligvis Gwyn eller Guinn, som betyder "velsignet"; Asser og Asher er det samme på hebraisk og navnet på Jakobs ottende søn i Det gamle testamente.
Han var en munk i St. Davids i Dyfed. Intet er kendt om hans tidlige liv. Han begyndte at arbejde for kong Alfred den Store i Wessex med oversættelsesarbejde og åndelig vejledning af kongen. I 893 skrev han en biografi om Alfred, Kong Alfreds liv, som selv om det måske bare var et ufærdigt udkast, er den bedste kilde, vi har om en tidlig engelsk konge. Der eksisterer ingen kopier af værket mere, men en række andre forfattere inkluderede tydeligvis dele af det i deres egne værker i de følgende århundreder. Det gælder fx Byrtferth de Ramsey i Historia Regum omkring år 1000, Florence af Worcester i sin krønike fra begyndelsen af det 12. århundrede samt en ukendt kronikør i Skt. Neots-annalerne fra midten af det 12. århundrede.
Mellem 892 og 900 blev han biskop af Sherborne. Han var allerede bispeviet, og det er muligt, at han var biskop af St. Davids eller hjælpebiskop under Wulfsige af Sherborne. Giraldus Cambrensis nævner ham som biskop af St. Davids, men hans værk blev ikke skrevet før i 1191, og oplysningerne regnes derfor som usikre.